# 高逢五
高逢五（1919年12月31日—2017年2月14日），山东长清人，中华人民共和国政治人物。

## 生平
1938年2月参加革命。1939年9月，加入中国共产党。担任中共长清县委宣传部教育科长、第一区委书记、县委宣传部长、组织部长、县委书记，中共泰西地委秘书主任、泰安地委青委书记，山东省人事厅一处处长、中共中央山东分局组织部干部处副处长、中共济宁地委书记兼军分区政委、中共泰安地委书记处书记、副书记、泰安地革委副主任、中共泰安地委副书记、书记兼军分区政委等职。1983年4月，任山东省人大常委会副主任，1998年2月离休。2017年2月14日在济南逝世，享年98岁。